# Ernst Bachrich
Ernst Bachrich   (Viena, 30 de maig de 1892 - camp d'extermini, 11 de juliol de 1942) va ser un compositor, director i pianista austríac.
Va compondre música per a piano, música de cambra i Lieder.

## Biografia
Nascut el 1892 o 1893 a Viena, va estudiar dret a la Universitat de Viena. Va estudiar música amb Carl Prohaska i Carl Lafite. Va estudiar en privat amb Arnold Schönberg des de juny de 1916 fins a setembre de 1917. El 1917 i el 1918 va participar al seminari de composició de Schönberg.
Va ser director d'orquestra a la Volksoper de Viena del 1920 al 1925. El 1928 va esdevenir Kapellmeister al teatre de la ciutat de Düsseldorf i el 1931 va ocupar el mateix càrrec a Duisburg. El 1936 col·laborà amb Marcel Rubin i Friedrich Wildgans per organitzar una sèrie de concerts a Viena, titulats "Música del present".
El 15 de maig de 1942 va ser deportat pels nazis a Izbica. Va ser assassinat el 10 o 11 de juliol de 1942 al camp de concentració de Majdanek / Lublin.